# Rue Gerbert (Paris)
Pour les articles homonymes, voir Rue Gerbert.
La rue Gerbert est une rue du 15e arrondissement de Paris.

## Situation et accès
Longue de moins de 200 mètres avec une orientation nord-ouest sud-est, la rue Gerbert commence rue Blomet, contourne l'église Saint-Lambert de Vaugirard des deux côtés, et s'achève rue de Vaugirard, à hauteur du n° 313.
Elle croise la rue Bausset.

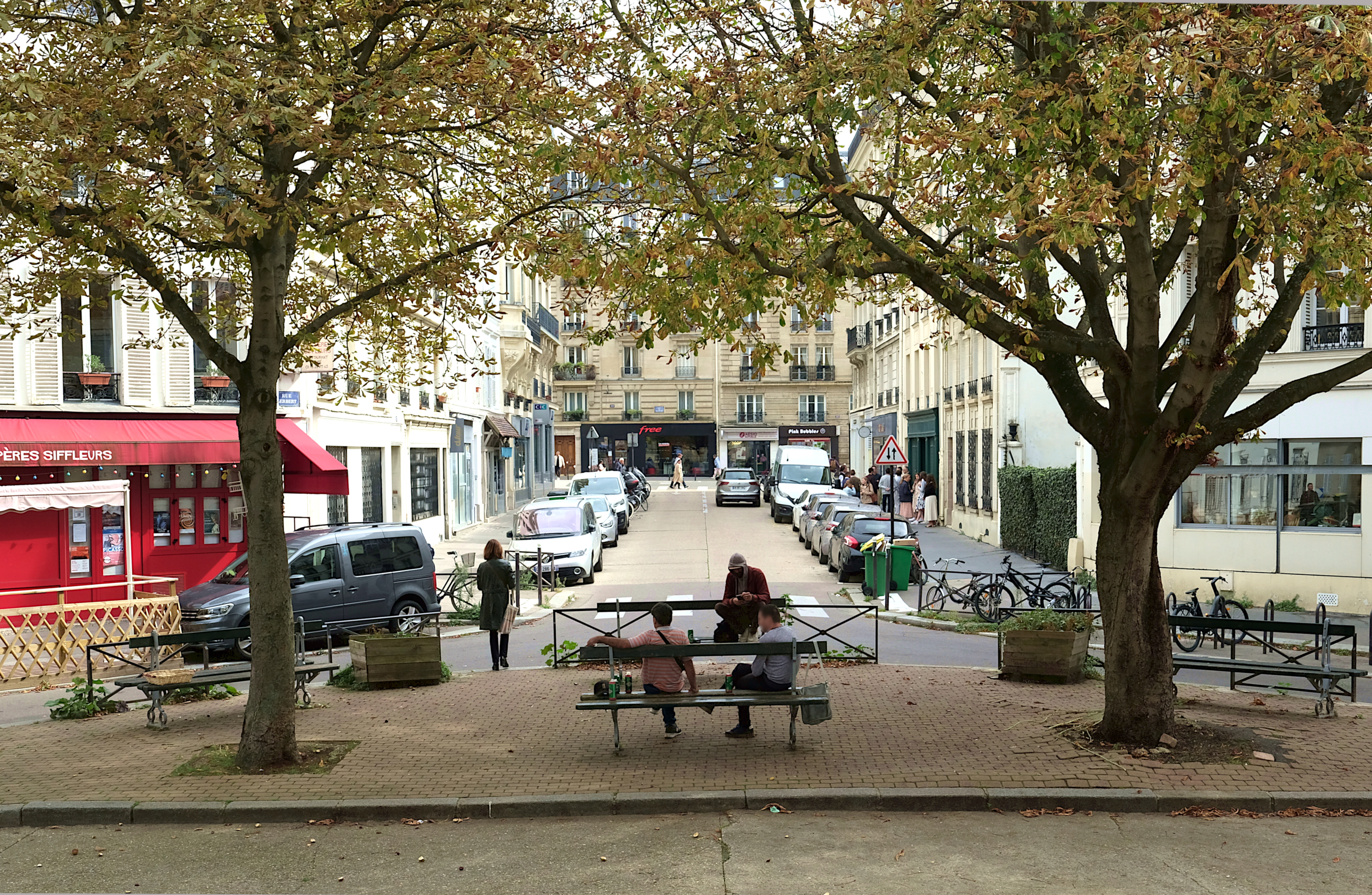
Devant l'église Saint-Lambert.
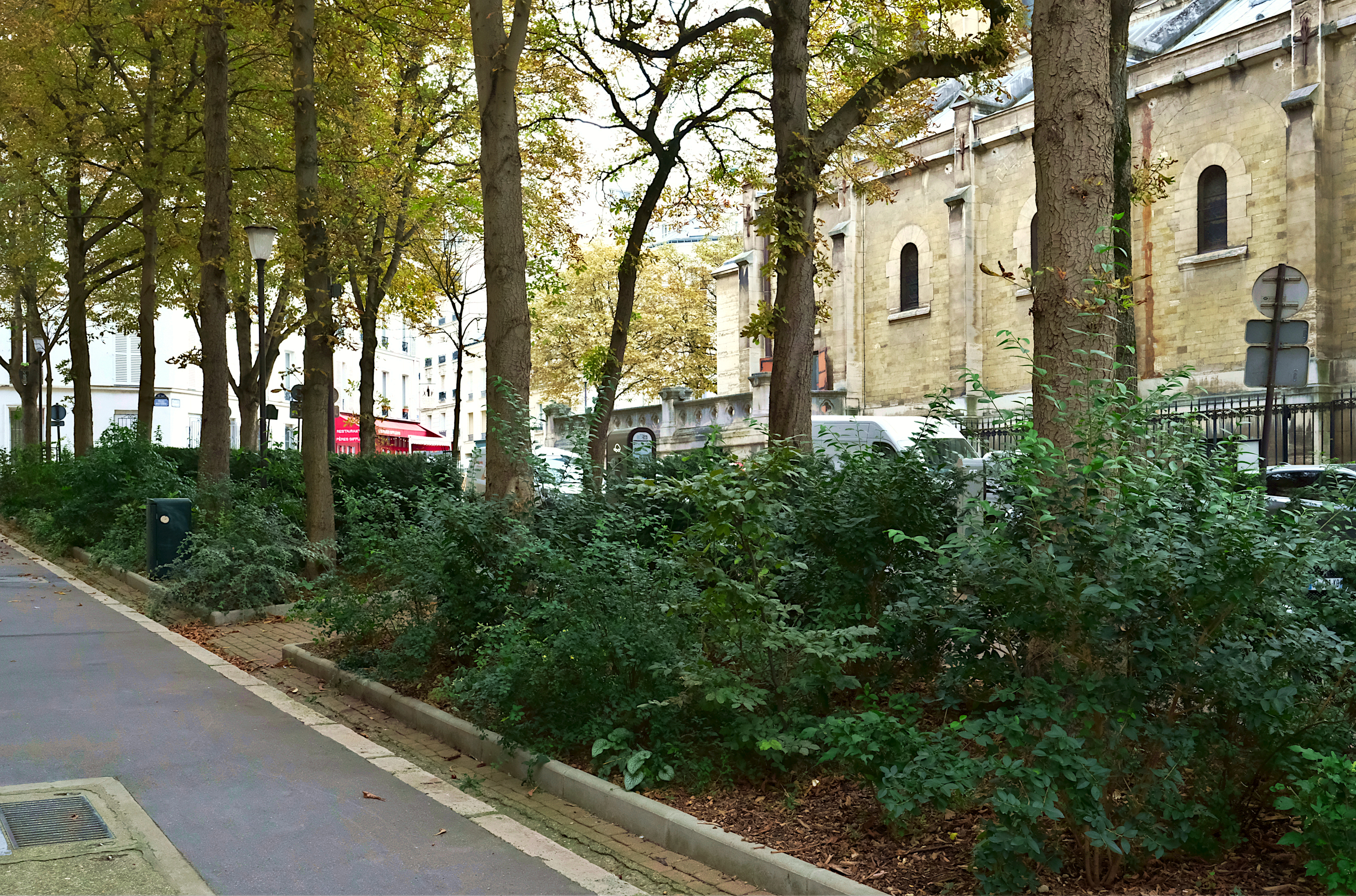
A l'est de l'église Saint-Lambert.

## Origine du nom
Elle porte le nom de Gerbert d'Aurillac, d'Aquitaine ou de Reims (entre 945-950 – 1003), pape sous le nom de Sylvestre II en raison du voisinage de l'église Saint-Lambert.

## Historique
Cette voie de l'ancienne commune de Vaugirard, ouverte en 1851 sous le nom de « rue de l’Église » et « place de l’Église », a été rattachée à la voirie de Paris en 1863 et a pris sa dénomination actuelle le 2 octobre 1865.

## Bâtiments remarquables et lieux de mémoire
- Au no 20 de la rue se trouve la chapelle du Sacré-Cœur-de-Jésus-Roi-de-France, attachée à la Fraternité sacerdotale Saint-Pie-X, mouvement catholique traditionaliste — parfois qualifié d'« intégriste[1] ».

### Lieux de tournage
- La mariée était en noir (1968) avec la scène où les mariés sortent de l'église Saint-Lambert de Vaugirard et où le marié est abattu. Le tireur se trouve à une fenêtre du dernier étage du no 15 de la rue Gerbert.